# Шуля-Ярамор
Шуля́-Ярамо́р (рос. Шуля Ярамор, марій. Шӱльӧ Ярамарий) — присілок у складі Совєтського району Марій Ел, Росія. Входить до складу Ронгинського сільського поселення.
Стара назва — Шуля-Ямор.

## Населення
Населення — 2 особи (2010; 0 у 2002).